# Armada de Pakistán
La Armada de Pakistán (urdu: بحریہ; romanizado; Pākistān Bahrí'a; pronunciada [ˈpaːkɪstaːn baɦɽia]) es la rama de guerra naval de las Fuerzas Armadas de Pakistán. El presidente de Pakistán es el comandante supremo de la Armada. El Jefe del Estado Mayor Naval, un almirante de cuatro estrellas, comanda la marina. La Armada de Pakistán opera en las costas de Pakistán en el Mar Arábigo y el Golfo de Omán. Fue creado en agosto de 1947, tras la independencia de Pakistán del Imperio británico.
Su objetivo principal es garantizar la defensa de las líneas marítimas de comunicación de Pakistán y salvaguardar los intereses marítimos de Pakistán mediante la ejecución de políticas nacionales mediante el ejercicio de efectos militares, actividades diplomáticas y humanitarias en apoyo de estos objetivos. Además de sus servicios de guerra, la Armada ha movilizado sus recursos de guerra para llevar a cabo operaciones de rescate humanitario en el país, así como para participar en grupos de trabajo multinacionales ordenados por las Naciones Unidas para prevenir el terrorismo marítimo y la privacidad frente a las costas.